# Regina Orozco
Regina del Sagrado Corazón Orozco Mora (Ciudad de México; 18 de febrero de 1964) es una soprano y actriz mexicana. Es partícipe también en causas por los derechos humanos, como en la defensa de los derechos de las minorías.
Ha participado en montajes de diversos estilos: ópera, teatro, cine y televisión, donde ha destacado por sus estilizadas cualidades vocales, versatilidad, manejo extenso de estilos  musicales y actorales y su personalidad extrovertida. Es partícipe también en causas por los derechos humanos, como en la defensa de los derechos de las minorías.

## Datos biográficos
Regina del Sagrado Corazón Orozco Mora cursó sus estudios tradicionales en la Ciudad de México, y a la par se inició en la ópera, estudiando con maestros privados y escuelas especializadas; desde el Conservatorio Nacional de Música hasta la escuela de música Juilliard, de Nueva York. Inició la carrera de actuación en el Centro Universitario de Teatro (CUT), de la UNAM, donde fue alumna de Julieta Egurrola.
Sus primeras actuaciones datan de sus días juveniles en Ciudad Satélite. El sacerdote que allí montaba comedias musicales la presentó como “La Megabizcocho”, seudónimo que la distingue hasta hoy. Pronto, descubrió una vocación hacia lo social-inclusivo, es decir, permitiendo que su arte alcanzara a jóvenes y adultos, a mujeres y niños, a homosexuales y heterosexuales y cualquier género integrante de la sociedad actual mexicana.[cita requerida]
Incursionó en el teatro, el cine, la televisión, la ópera y la música alternativa. En el género cabaret es donde más ha destacado su talento, montando numerosos espectáculos de alta calidad y compartiendo escenario con mujeres igualmente talentosas, como Jesusa Rodríguez, Liliana Felipe, Susana Zabaleta, Astrid Hadad, entre muchas otras productoras e integrantes del gremio del cabaret en México.[cita requerida]
Ha sido productora, directora y guionista de una decena de espectáculos en escenarios nacionales e internacionales.[cita requerida]
Ganó un Ariel de la mano de Arturo Ripstein, por la película Profundo Carmesí, largometraje en el que interpretó a una enfermera capaz de sacrificar su propia dignidad por el amor de un hombre; por el mismo personaje fue nominada en el Festival de Venecia a mejor actriz. Ha participado en decenas de cortometrajes y largometrajes, varios de los cuales destacan dentro de los creados por la industria independiente.[cita requerida]
En el medio televisivo, fue juez de La generación de la luz en el reality show La Academia, de Televisión Azteca y participó en la serie La casa del naranjo, producción que fue interrumpida debido a su bajo nivel de audiencia. No obstante, convencida en su lucha por representar a determinados grupos de la población, realizó una actuación estelar en el serial Lo que callamos las mujeres, también de TV Azteca. Inconforme social, ha realizado campañas contra la homofobia, de lucha contra el sida, en pro de los derechos de los homosexuales, a favor de la protección debida a los niños de la calle y contra la violencia hacia la mujer.[cita requerida]
Forma parte del proyecto de “Las corregidoras toman la ciudad”, de la comisión Bi100 (Bicentenario en la Ciudad de México).[cita requerida]
En el 2011, participó en la producción mexicana del musical Monty Python's Spamalot, alternando el papel de “La Dama del Lago” con Natalia Sosa.[cita requerida]
Regina tiene una hija y ha reconocido ser bisexual.

## Grabaciones musicales
- 2003:

La Megabizcocho
- - 1. «Sensorama».
  - 2. «El tilinguín del tolongón».
  - 3. «Qué bonito amor».
  - 4. «Ay ¡amor, ya no me quieras tanto!».
  - 5. «El protoplasma».
  - 6. «Miu miu».
  - 7. «Tlacoyo con Co-K Lait».
  - 8. «Virgen de media noche».
  - 9. «Amor de mis amores».
  - 10. «Cielito lindo».
  - 11. «Bésame mucho».
  - 12. «Frenesí».

- 2007:

Rosa Mexicano
- - 1. «Perfidia».
  - 2. «Borrachita».
  - 3. «Aires del Mayab».
  - 4. «Nunca».
  - 5. «Mundo raro».
  - 6. «Popurrí palomero (Cucurrucú paloma / Paloma negra / Paloma querida)».
  - 7. «¿Pa' qué me sirve la vida».
  - 8. «Delgadina».
  - 9. «Canción mixteca».
  - 10. «Lejos de ti».
  - 11. «Alma mía».
  - 12. «Montón de tierra».
  - 13. «México lindo y querido».

- 2010:

Regina a go gó: Más bonita que ni una
- - 1. «Soy rebelde».
  - 2. «La chica ye ye».
  - 3. «16 toneladas».
  - 4. «Más bonita que ninguna».
  - 5. «No notas que estoy temblando».
  - 6. «La consciencia».
  - 7. «A dónde va nuestro amor».
  - 8. «Caramelo y chocolate».
  - 9. «Rosas en el mar».
  - 10. «Volver a verte».
  - 11. «Digan lo que digan».
  - 12. «La vida sigue igual».

- 2011:

Regina Catrina
- - 1. «La Llorona».
  - 2. «Corrido de los dos muchachos».
  - 3. «Carta de suicidio (fragmento)».
  - 4. «Arráncame la vida».
  - 5. «Cerró sus ojitos Cleto».
  - 6. «Señor Juez».
  - 7. «Bodas negras».
  - 8. «La Martiniana».
  - 9. «Nuestro juramento».
  - 10. «Vasija de barro».
  - 11. «La bruja».
  - 12. «Conversación con mi muerte».
  - 13. «Montón de tierra».

- 2012:

La amorosa
- - 1. «Te amaré y después».
  - 2. «Las pequeñas cosas».
  - 3. «A nadie».
  - 4. «Pero no te extraño».
  - 5. «Hasta que vuelvas».
  - 6. «De que callada manera».
  - 7. «Y el amor».
  - 8. «Te doy una canción».
  - 9. «Porque te has olvidado».
  - 10. «No se tú / Te extraño».
  - 11. «Tómame o déjame / Eres tú».

- 2015:

Canciones pa' lavar trastes
- - 1. «Vivir así es morir de amor».
  - 2. «Sin él».
  - 3. «Heridas».
  - 4. «La maldita primavera».
  - 5. «Cómo te va mi amor/Mírame».
  - 6. «Por cobardía».
  - 7. «Él me mintió».
  - 8. «La gata bajo la lluvia».
  - 9. «No puedo más».
  - 10. «Ese hombre».
  - 11. «Si ese tiempo pudiera volver/Me cuesta tanto olvidarte».
  - 12. «Detrás de mi ventana».
  - 13. «No querías lastimarme».
  - 14. «Te vi venir».
  - 15. «Perra enamorada».

- 2016:

Canciones p' agarrar... el alma
- - 1. «Cielo rojo».
  - 2. «Amanecí en tus brazos».
  - 3. «De mí enamórate».
  - 4. «El último trago».
  - 5. «Paloma negra».
  - 6. «Yo no fui - Yo soy quien soy - Bésame morenita».
  - 7. «Como una ola».
  - 8. «Agarras y te vas».
  - 9. «Sólo hay que quererte un poquito más, mi México».
  - 10. «Cheque en blanco - Las mil y una noches».
  - 11. «Mi último fracaso».
  - 12. «No».
  - 13. «La diferencia - La farsante».
  - 14. «Se me olvidó otra vez (Bonus track)».
  - 15. «Amor eterno (Bonus track)».

- 2019:

Pedazos del corazón
- - 1. «Sabor a mí».
  - 2. «Un poco más».
  - 3. «La mentira».
  - 4. «Amor mío».
  - 5. «Sabrá Dios».
  - 6. «Seguiré mi viaje».
  - 7. «Dos gardenias».
  - 8. «Veinte años».
  - 9. «Arráncame la vida».
  - 10. «Piensa en mí».
  - 11. «Rival».
  - 12. «Popurrí de mujeres galantes».
  - 13. «María bonita».
  - 14. «Por qué negar».
  - 15. «Solamente una vez».
  - 16. «Granada».
  - 17. «Ven acá».
  - 18. «Lamento Jarocho».
  - 19. «Veracruz».
  - 20. «La cumbancha/clave azul».

## Participaciones estelares
- - 1992. «A Su Merced 2» del disco Elotitos tiernos de la cantautora y productora teatral Liliana Felipe.
  - 1995. Audiolibro La ley del amor de la autora Laura Esquivel en el que interpreta: «Vogliatemi bene» («Dueto de amor») esta canción a dueto con el tenor Armando Mora, «O mio babbino caro» y «Senza mamma».
  - 2000. «¡Oh Monsiváis!» junto con Susana Zabaleta y Gabriel Minjares del disco Vacas sagradas de Liliana Felipe.
  - 2006. «El protoplasma» a dueto con Susana Zabaleta y «Soneto con cochino» del disco Matar o no matar de Liliana Felipe en grabación independiente.
  - 2007. Participó en el disco Divas por excelencia, vol. 2 con las siguientes canciones: «Virgen de media noche», «Qué bonito amor», «Bésame mucho» y «Miu miu».
  - 2007. Participó en el disco 1, 2, 3 por... ellas con la canción «Bésame mucho».
  - 2008. Participó en el disco infantil Del tingo al tango con las siguientes canciones: «La sopa», «Cabecitas de algodón» y «El tahonero» esta canción junto a Superbarrio y Carlos Tovar.
  - 2009. Participó en dos canciones en contra del fraude electoral y en apoyo a Andrés Manuel López Obrador para La resistencia civil creativa: «Cumbia de la CND» y «Voto x voto».
  - 2013. Participó en el disco La sirena de la cantante mexicana Alejandra Robles con la canción «Serpientes y escaleras».
  - 2013. Participó en el disco Ciudadana del mundo vol. 2 de la cantante mexicana Eugenia León con la canción «Doña Soledad» al lado de Eugenia León y Vanessa Bauche.
  - 2013. Participó en el disco Los encantos de Chava Flores del músico mexicano Ernesto Anaya con las canciones «Cuento de hadas» y «Mi México de ayer» al lado de Ernesto Anaya, Susana Harp, Tehua, Astrid Hadad y Adriana Landeros.
  - 2017. Participó en el disco Terc3ra llamada de la banda mexicana Triciclo circus band con la canción «Din don».
  - 2018. Participó en el disco Nostalgia entre amigos 2 de la cantante mexicana Claudia Sierra y el dúo de guitarristas mexicano-argentino Los Macorinos con la canción «Amor de mis amores».

## Filmografía

### Películas
- 1991: Sólo con tu pareja de Alfonso Cuarón... Srta. Dolores.
- 1992: Objetos perdidos de Eva López Sánchez... Alicia Villalobos.
- 1993: Dama de noche de Eva López Sánchez... Salomé.
- 1993: La vida conyugal de Carlos Carrera
- 1995: Mujeres insumisas de Alberto Isaac... Chayo.
- 1996: De tripas, corazón de Antonio Urrutia... Denise.
- 1996: Cosi fan tutte: o la escuela de los amantes de Jesusa Rodríguez... Fiordiligi.
- 1996: Medias mentiras de Ximena Cuevas... Regina Orozco.
- 1996: El amor de tu vida S.A. de Leticia Venzor... Gloria.
- 1996: Profundo carmesí de Arturo Ripstein... Coral Fabre.
- 1997: Perdita Durango de Álex de la Iglesia... Lily.
- 1998: La venganza de Desdemona de Celia Varona
- 1999: Santitos de Alejandro Springall... Vicenta Cortés.
- 2001: Circosis  de Celia Varona
- 2003: Zurdo de Carlos Salcés... Señorita Mendoza.
- 2004: A Silent Love de Federico Hidalgo... Ana Francisca.
- 2005: Hasta que la muerte los separe de Alex Volovich
- 2005: 25 días de lluvia y sol de Laura Isabel Pino y Alejandro Zuno... Regina Orozco.
- 2006: Los pajarracos de Héctor Hernández y Horacio Rivera... La nana.
- 2006: Efectos secundarios de Issa López... Lorena.
- 2007: Calles amarillas de Isaac D. Quesada... Regina Orozco.
- 2007: Entre caníbales de Rodrigo González... Carmen.
- 2007: Juárez: the city where women are disposable de Alex Flores... Regina Orozco.
- 2009: Crónicas chilangas de Carlos Enderle... Claudia.
- 2009: Paradas continuas... Tía Roz.
- 2009: Más allá del muro de Luis Eduardo Reyes
- 2010: No eres tú, soy yo de Alejandro Springall... Indra.
- 2013: La peor señora del mundo de Felipe Haro Poniatowski...La peor señora.
- 2012: Get the Gringo de Adrian Grunberg... Mrs. Serrano.
- 2013: Tercera llamada de Francisco Franco Alba...
- 2014: ¿Qué le dijiste a Dios? de Teresa Suárez... Santa
- 2016: El silencio de Augusto de Adrián Contreras... Natalia.

### Televisión
- 1998: La casa del naranjo... Narcisa Olmedo
- 1999: Cuentos para solitarios (Ep. La mala hora de Ramón... Voz en off).
- 2001: Lo que callamos las mujeres (Ep. La Lola enamorada y Ep. Esa otra que soy yo... Rosa)
- 2004: Regina Orozco: concierto íntegro
- 2004: Diez conciertos por cien años del Chopo
- 2005: Desde Gayola
- 2006: Nuestras mejores canciones... Fabiana Ferrara
- 2006: La Academia: Cinco... Crítica.
- 2007 - 2010: Animal nocturno... Invitada especial
- 2007 - 2008: Historias engarzadas (Ep. Historias engarzadas de Regina Orozco e Historias engarzadas especial-obesidad)
- 2007: Un siglo con Frida: Frida compartida
- 2007: Pastoreando la Navidad
- 2009: Gregoria la cucaracha
- 2011: Teletón México
- 2014: LVI edición de los Premios Ariel... Conductora.
- 2017: Su nombre era Dolores, La Jenn que yo conocí... Elena
- 2017 - 2018: Mi marido tiene familia... Amalia Gómez
- 2018: Cantadisimo... Juez
- 2019: La casa de las flores... Madre de Rosita[3]
- 2020: Los pecados de Bárbara... Lola
- 2023: Mariachis[4]

### Doblaje
- 2009: Nikté de Ricardo Arnaiz (Ihaesu, la doncella ermitaña)... Ij' Aesu.
- 2012: El Santos contra la Tetona Mendoza de Jis y Trino... La Tetona Mendoza
- 2016: El libro de la selva (película de 2016) ... Raksha
- 2017: Cars 3 ... Miss Fractura
- 2017: Escuela Miss Fractura de Carreras ... Miss Fractura
- 2018: Ana y Bruno de Carlos Carrera... Rosi
- 2019: Angry Birds 2: la película ... Zeta
- 2019: Elena de Ávalor ... Tornado
- 2020: Dolittle ... Polly
- 2020: Unidos ... Corey, la mantícora
- 2021: Centauria ... Wammawink (1ª voz)
- 2022: Matilda, de Roald Dahl: El musical ... Srita. Agatha Tronchatoro
- 2024: Garfield: Fuera de casa ... Jinx

## Club de fanes
Gracias a su sencillez y humildad, Regina Orozco logra enamorar a sus fanes de manera inmediata, por lo que en 2008, se crea su club de fanes Reginisssimos, surgiendo de la necesidad de querer saber más acerca de sus eventos, shows, presentaciones, etc. Actualmente el club de fanes organiza convivencias, dinámicas en redes sociales y participa activamente en la difusión de todos los eventos de Regina Orozco
- Facebook: Reginissimos Orozco
- Instagram: @reginisssimos
- Twitter: @reginisssimos
- YouTube: Reginisssimos